# Jels Voldsted
Jels Voldsted er et voldsted der ligger ud til Primærrute 25 ved Jels Midtsø nord for byen Jels i Vejen Kommune. Det består af en nærmest halvcirkelformet banke der afskæres mod nord af en 15 meter bred, nu tør grav, med en ca. 2 meter bred bro over. Graven har en længde er ca. 90 meter, og en dybde på 2-3 meter. 
Det ligger ved den vestlige bred af Jels Midtsø og er mod syd og øst omgivet af enge, der formentlig  en tidligere del af søen.  Nogle mener, at voldstedet stammer helt fra vikingetiden, men udgravninger har kun afsløret genstande fra 1300-tallet. Det ret store voldsted ved Midtsø har måske været en slags toldsted, hvilket antyder, at området har været et vigtigt støttepunkt langs en af de nord-sydgående veje gennem skoven. Jels stavedes i 1231 Jarlsæ, der formentlig betyder Jarlsø, og nogle forbinder voldstedet med en lokal jarl.

## Festplads
Kort efter genforeningen i 1920, blev der bygget et traktørsted ved voldstedet, der ligger lige syd for den tidligere dansk-tyske grænse. Det blev udvidet af flere gange, og var  i en årrække efter 1920 og igen efter befrielsen i 1945 rammen om store folkelige møder. Det ejes i dag af Naturstyrelsen